# Władysław Kazimierzowic cieszyński
Władysław Kazimierzowic cieszyński (ur. między 1325 a 1331, zm. w maju 1355) – książę cieszyński.

## Życiorys
Władysław był najstarszym synem księcia cieszyńskiego Kazimierza I i księżniczki mazowieckiej Eufemii. Dokładna data urodzin tego księcia nie jest znana, z pośrednich jednak wiadomości można domniemywać, że musiało to nastąpić pomiędzy 1325 a 1331 rokiem.
Władysław Cieszyński należał z pewnością do tych książąt (zapewne z polecenia swojego ojca Kazimierza I, zmarłego w 1358 roku), którzy na dobre i na złe związywali swoją karierę ze służbą u potężnego monarchy. W przypadku książąt cieszyńskich (jak zresztą miało miejsce w przypadku większości książąt śląskich, z uwagi na lenną zależność) swój awans widzieli oni we ścisłej współpracy z dynastią luksemburską, rządzącą w Czechach co daje się zauważyć zarówno w polityce Kazimierza I, jak i jego synów Władysława i Przemysława I Noszaka.
O doskonałych stosunkach łączących Karola IV z Władysławem, może świadczyć itinerarium księcia, który od 1347 roku, aż do swojej śmierci był obecny we wszystkich ważniejszych wydarzeniach dotyczących króla czeskiego. Nie budzi więc zdziwienia fakt, że już w 1354 roku Władysław, jako dwudziestokilkuletni mężczyzna występuje z tytułem sędziego nadwornego.
Kiedy zatem 10 listopada 1354 roku Karol IV wezwał swoich wasali na wyprawę do Rzymu po koronę cesarską, Władysław jest już w najbliższym otoczeniu przyszłego cesarza. Świadczy o tym zresztą częsta rola świadka przy dokumentach wydawanych przez Luksemburczyka. Władysław był również obecny podczas koronacji cesarskiej 5 kwietnia 1355 roku w Rzymie.

## Śmierć
Zapewne nikt nie przypuszczał, że to już koniec tak świetnie zapowiadającej się kariery. Po raz ostatni, jako żyjący Władysław występuje na dokumencie z 15 maja 1355 roku i wkrótce potem księcia musiała dosięgnąć śmierć w Pizie. O zgonie księcia cieszyńskiego dokładniej rozpisuje się włoski kronikarz Matteo Villani, który przekazał nam, że polski książę Stefan (imię to jest pomyłką, z kontekstu, jednak jasno wynika, że chodzi tutaj o naszego Władysława) pojechał w towarzystwie czeskiego możnowładcy Czenka i innych do Florencji, gdzie Władysława, jako wysłannika cesarskiego przyjęto z honorami. Podczas uczty wydanej na jego cześć książę miał zjeść węgorza, od którego się ciężko rozchorował i wkrótce po powrocie do Pizy zmarł. Śmierć swojego ulubieńca dotknąć miała Karola IV dość znacznie, tak że zdecydował się na pośpieszny wyjazd z Włoch, zwłaszcza że w Pizie w tym samym czasie wybuchły antycesarskie rozruchy i Luksemburczyk nie chcąc rozlewu krwi (do którego zresztą i tak doszło) nie miał właściwie innego wyboru.

## Wątpliwości
Kwestia śmierci księcia Władysława Kazimierzowica nasuwała wątpliwości związane z tym, czy była śmiercią naturalną. Na podstawie relacji Matteo Villaniego trudno jest jednoznacznie stwierdzić charakter zgonu. Mogło być to najzwyczajniejsze zatrucie, niespowodowane morderczymi intencjami Florentczyków. Jednakże, powodów do ewentualnego otrucia księcia cieszyńskiego we Florencji można znaleźć co najmniej kilka, wystarczy zaś w zupełności ta okoliczność, że jego śmierć przyśpieszyła wyjazd znienawidzonego Karola IV (jak zresztą każdego cesarza), co w rzeczywistości nastąpiło. Śmierć Władysława mogła być dla cesarza ostrzeżeniem, że jeśli tutaj zostanie spotka go podobny los.
Istnieje jeszcze jedna wersja na temat zgonu księcia cieszyńskiego we Włoszech. Miał on mianowicie zginąć podczas rozruchów antycesarskich w Pizie, ratując życie cesarzowi. Jest to jednak późniejsza wersja i raczej nie zasługuje z tego powodu na zaufanie jako rzetelne źródło.
Z tych powyższych powodów można przyjąć, że Władysław cieszyński, sędzia nadworny cesarza Karola IV zmarł w maju 1355 roku w Pizie na skutek zatrucia się węgorzem (jest to bardziej prawdopodobniejsza wersja, gdyż wynika ona z dosłownej relacji włoskiej kroniki). Wprawdzie jeden dokument wymienia jeszcze 27 września 1355 roku Władysława jako żywego, lecz z pewnością nastąpiła tutaj pomyłka z jego młodszym bratem Przemysławem, który wkrótce po śmierci starszego brata uzyskał jego tytuły i urzędy.

## Pochówek
Jeszcze za swojego życia książę Władysław przebywał krótko w Cieszynie. Nie powrócił tam również po śmierci, został bowiem pochowany w katedrze w Pizie, gdzie jego pięknej roboty nagrobek znany był jeszcze w XV wieku.